# Aruküla
Aruküla (tysk: Arroküll) er en lille flække (estisk: alevik) i landskabet Harrien i det nordlige Estland. Aruküla har 2.198 (2021) indbyggere og ligger 25 km sydøst for Estlands hovedstad Tallinn. Den er hovedby i Raasiku landkommune.